# Geloven in het leven
"Geloven in het leven" is een nummer van de Nederlandse band 3JS. Het nummer werd uitgebracht op hun album Dromers en dwazen uit 2010. Op 19 april van dat jaar werd het nummer uitgebracht als de tweede single van het album.

## Achtergrond
"Geloven in het leven" is geschreven en geproduceerd door alle groepsleden. John Ewbank heeft ook meegeschreven, maar wordt niet vermeld op de hoes. Zij schreven het nummer in Italië tijdens de opnames van De zomer voorbij in 2009. Het lied gaat over een man die zelf wil bepalen in welke richting zijn leven gaat.
Op de cd-single van "Geloven in het leven" staan twee covers: "Never Going Back Again" van Fleetwood Mac en "Black" van Pearl Jam. De single kende alleen successen in de Single Top 100, waar het de negende plaats behaalde. In de Top 40 kwam het niet terecht; het bleef steken op de tiende plaats in de Tipparade.
In The Passion 2022, die werd gehouden in Doetinchem, was dit het openingsnummer.

## Hitnoteringen

### Single Top 100
| Hitnotering week 1 t/m 15: 08-05-2010 t/m 14-08-2010 Hitnotering week 16 t/m 18: 25-09-2010 t/m 09-10-2010 Hitnotering week 19 t/m 20: 05-02-2011 t/m 12-02-2011 | Hitnotering week 1 t/m 15: 08-05-2010 t/m 14-08-2010 Hitnotering week 16 t/m 18: 25-09-2010 t/m 09-10-2010 Hitnotering week 19 t/m 20: 05-02-2011 t/m 12-02-2011 | Hitnotering week 1 t/m 15: 08-05-2010 t/m 14-08-2010 Hitnotering week 16 t/m 18: 25-09-2010 t/m 09-10-2010 Hitnotering week 19 t/m 20: 05-02-2011 t/m 12-02-2011 | Hitnotering week 1 t/m 15: 08-05-2010 t/m 14-08-2010 Hitnotering week 16 t/m 18: 25-09-2010 t/m 09-10-2010 Hitnotering week 19 t/m 20: 05-02-2011 t/m 12-02-2011 | Hitnotering week 1 t/m 15: 08-05-2010 t/m 14-08-2010 Hitnotering week 16 t/m 18: 25-09-2010 t/m 09-10-2010 Hitnotering week 19 t/m 20: 05-02-2011 t/m 12-02-2011 | Hitnotering week 1 t/m 15: 08-05-2010 t/m 14-08-2010 Hitnotering week 16 t/m 18: 25-09-2010 t/m 09-10-2010 Hitnotering week 19 t/m 20: 05-02-2011 t/m 12-02-2011 | Hitnotering week 1 t/m 15: 08-05-2010 t/m 14-08-2010 Hitnotering week 16 t/m 18: 25-09-2010 t/m 09-10-2010 Hitnotering week 19 t/m 20: 05-02-2011 t/m 12-02-2011 | Hitnotering week 1 t/m 15: 08-05-2010 t/m 14-08-2010 Hitnotering week 16 t/m 18: 25-09-2010 t/m 09-10-2010 Hitnotering week 19 t/m 20: 05-02-2011 t/m 12-02-2011 | Hitnotering week 1 t/m 15: 08-05-2010 t/m 14-08-2010 Hitnotering week 16 t/m 18: 25-09-2010 t/m 09-10-2010 Hitnotering week 19 t/m 20: 05-02-2011 t/m 12-02-2011 | Hitnotering week 1 t/m 15: 08-05-2010 t/m 14-08-2010 Hitnotering week 16 t/m 18: 25-09-2010 t/m 09-10-2010 Hitnotering week 19 t/m 20: 05-02-2011 t/m 12-02-2011 | Hitnotering week 1 t/m 15: 08-05-2010 t/m 14-08-2010 Hitnotering week 16 t/m 18: 25-09-2010 t/m 09-10-2010 Hitnotering week 19 t/m 20: 05-02-2011 t/m 12-02-2011 | Hitnotering week 1 t/m 15: 08-05-2010 t/m 14-08-2010 Hitnotering week 16 t/m 18: 25-09-2010 t/m 09-10-2010 Hitnotering week 19 t/m 20: 05-02-2011 t/m 12-02-2011 | Hitnotering week 1 t/m 15: 08-05-2010 t/m 14-08-2010 Hitnotering week 16 t/m 18: 25-09-2010 t/m 09-10-2010 Hitnotering week 19 t/m 20: 05-02-2011 t/m 12-02-2011 | Hitnotering week 1 t/m 15: 08-05-2010 t/m 14-08-2010 Hitnotering week 16 t/m 18: 25-09-2010 t/m 09-10-2010 Hitnotering week 19 t/m 20: 05-02-2011 t/m 12-02-2011 | Hitnotering week 1 t/m 15: 08-05-2010 t/m 14-08-2010 Hitnotering week 16 t/m 18: 25-09-2010 t/m 09-10-2010 Hitnotering week 19 t/m 20: 05-02-2011 t/m 12-02-2011 | Hitnotering week 1 t/m 15: 08-05-2010 t/m 14-08-2010 Hitnotering week 16 t/m 18: 25-09-2010 t/m 09-10-2010 Hitnotering week 19 t/m 20: 05-02-2011 t/m 12-02-2011 | Hitnotering week 1 t/m 15: 08-05-2010 t/m 14-08-2010 Hitnotering week 16 t/m 18: 25-09-2010 t/m 09-10-2010 Hitnotering week 19 t/m 20: 05-02-2011 t/m 12-02-2011 | Hitnotering week 1 t/m 15: 08-05-2010 t/m 14-08-2010 Hitnotering week 16 t/m 18: 25-09-2010 t/m 09-10-2010 Hitnotering week 19 t/m 20: 05-02-2011 t/m 12-02-2011 | Hitnotering week 1 t/m 15: 08-05-2010 t/m 14-08-2010 Hitnotering week 16 t/m 18: 25-09-2010 t/m 09-10-2010 Hitnotering week 19 t/m 20: 05-02-2011 t/m 12-02-2011 | Hitnotering week 1 t/m 15: 08-05-2010 t/m 14-08-2010 Hitnotering week 16 t/m 18: 25-09-2010 t/m 09-10-2010 Hitnotering week 19 t/m 20: 05-02-2011 t/m 12-02-2011 | Hitnotering week 1 t/m 15: 08-05-2010 t/m 14-08-2010 Hitnotering week 16 t/m 18: 25-09-2010 t/m 09-10-2010 Hitnotering week 19 t/m 20: 05-02-2011 t/m 12-02-2011 | Hitnotering week 1 t/m 15: 08-05-2010 t/m 14-08-2010 Hitnotering week 16 t/m 18: 25-09-2010 t/m 09-10-2010 Hitnotering week 19 t/m 20: 05-02-2011 t/m 12-02-2011 | Hitnotering week 1 t/m 15: 08-05-2010 t/m 14-08-2010 Hitnotering week 16 t/m 18: 25-09-2010 t/m 09-10-2010 Hitnotering week 19 t/m 20: 05-02-2011 t/m 12-02-2011 | Hitnotering week 1 t/m 15: 08-05-2010 t/m 14-08-2010 Hitnotering week 16 t/m 18: 25-09-2010 t/m 09-10-2010 Hitnotering week 19 t/m 20: 05-02-2011 t/m 12-02-2011 |
| Week | 1 | 2 | 3 | 4 | 5 | 6 | 7 | 8 | 9 | 10 | 11 | 12 | 13 | 14 | 15 | | 16 | 17 | 18 | | 19 | 20 | |
| --- | --- | --- | --- | --- | --- | --- | --- | --- | --- | --- | --- | --- | --- | --- | --- | --- | --- | --- | --- | --- | --- | --- | --- |
| Positie | 9 | 9 | 59 | 54 | 80 | 81 | 67 | 69 | 47 | 62 | 50 | 60 | 42 | 59 | 82 | uit | 84 | 95 | 89 | uit | 74 | 82 | uit |

### NPO Radio 2 Top 2000
| Nummer met noteringen in de NPO Radio 2 Top 2000 | '10 | '11 | '12  | '13  | '14  | '15  | '16  |
| ------------------------------------------------ | --- | --- | ---- | ---- | ---- | ---- | ---- |
| Geloven in het leven                             | 819 | 642 | 1131 | 1255 | 1181 | 1420 | 1923 |

1. ↑  Een vetgedrukt getal geeft de hoogste notering aan.
2. ↑  2010 was het eerste jaar met een notering voor dit nummer.
3. ↑  Deze tabel is bijgewerkt tot en met de laatste editie (2024).